# Vermenton
Vermenton – miejscowość i gmina we Francji, w regionie Burgundia-Franche-Comté, w departamencie Yonne. W 2013 roku populacja gminy wynosiła 1202 mieszkańców. Przez gminę przepływa rzeka Cure. 
1 stycznia 2016 roku połączono dwie wcześniejsze gminy: Sacy oraz Vermenton. Siedzibą gminy została miejscowość Vermenton, a nowa gmina przyjęła jej nazwę. 

## Demografia
W 2013 roku populacja ówczesnej gminy Vermenton liczyła 1202 mieszkańców. 
|  |

Źródła:
cassini/EHESS (dla danych z lat 1962-2006)
INSEE (dla danych z 2008 i 2013 roku)